# John Cleland (pilota automobilistico)
John Cleland (Wishaw, 15 luglio 1952) è un pilota automobilistico britannico, vincitore due volte del BTCC nel 1989 e 1995.

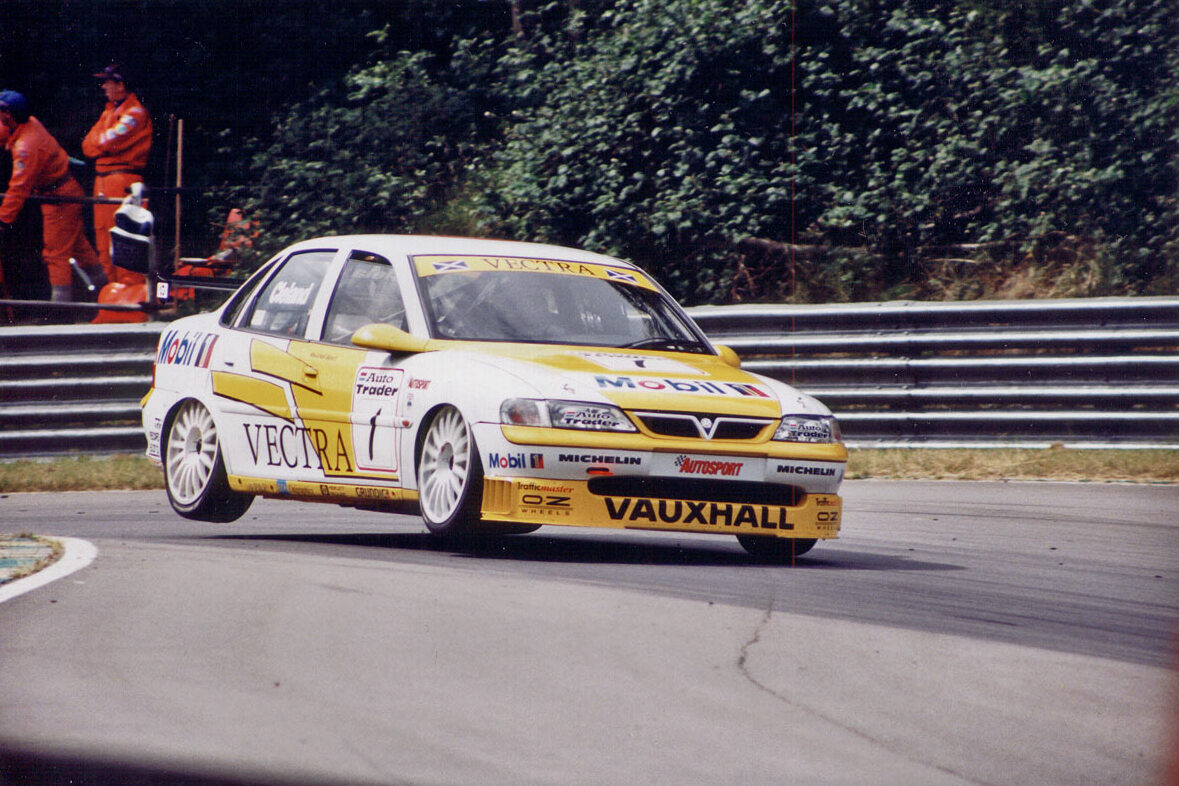
John Cleland su Vauxhall Vectra al BTCC 1996

Nato a Wishaw, Cleland ha iniziato a gareggiare  negli anni 70 nel rallycross e nelle cronoscalata vincendo lo Scottish Rally Championship nel 1976 alla guida di una Mitsubishi Colt. In seguito è passato alle corse su circuito, ottenendo successi nei campionati British Production Car e Thundersaloon negli anni '80, prima di unirsi al team Vauxhall per partecipare al British Touring Car Championship del 1989.
Nella sua carriera ha preso parte a undici edizioni consecutive del BTCC dal 1989 al 1999. Ha partecipato anche a varie edizioni della Bathurst 1000, arrivando secondo nel 2001.

## Palmarès
- British Touring Car Championship: 2
1989 su Vauxhall Astra GTE
1995 su Vauxhall Cavalier